# Sylvain Chavanel
Sylvain Chavanel Albira (Châtellerault, 30 de Junho de 1979) é um ciclista francês. Competiu nos Jogos Olímpicos de Verão de 2004 e 2012.